# Bindon Stoney
Pour les articles homonymes, voir Stoney.
Bindon Blood Stoney (né le 13 juin 1828 à Oakley Park, Comté d'Offaly – mort le 5 mai 1909 à Dublin) est un ingénieur irlandais. Il est élu membre de la Royal Society le 2 juin 1881. En 1874, il reçoit la médaille Telford.
Il est le frère du physicien George Stoney et l'oncle de George FitzGerald, de Florence Stoney et d'Edith Anne Stoney.

## Biographie
En 1853, Stoney est apprenti ingénieur pour Boyne Viaduct (en) sous la direction de James Barton. Trois ans plus tard, en 1856, il devient ingénieur assistant, puis ingénieur exécutif au Dublin Ballast Board en 1859.
En 1867, il est ingénieur en chef du port de Dublin. Il y développera, notamment, une cloche de plongée.
Il conçoit également les murs du quai de Liffey, transformant ce dernier en un quai d'eaux profondes. Il conçoit également les ponts de Grattan (en), de O'Connell (en) et de Butt (en).
Le 7 octobre 1879, Stoney épouse Susannah Frances Walker. Le couple aura 4 enfants.
Bindon Stoney est enterré au cimetière de Mount Jerome.